# Heini Kärkkäinen
Heini Talvikki Kärkkäinen, född 10 januari 1966 i Kides, är en finländsk pianist. 
Kärkkäinen segrade i Ilmari Hannikainen-tävlingen 1984 och kom tvåa i Maj Lind-tävlingen 1986. Efter studier för Liisa Pohjola vid Sibelius-Akademin och för Jacques Ruovier i Paris har hon verkat som kammarmusiker och solist i Finland, i flera europeiska länder och i USA. Kärkkäinen, som har varit pianist i kammarorkestern Avanti!, har uruppfört pianomusik av bland andra Markus Fagerudd, Esa-Pekka Salonen och Mikko Heiniö.